# U1 (Hamburg)
La U1 és una línia del metro d'Hamburg que mesura 55,383 km i té 46 estacions. Connecta la ciutat de Norderstedt via el centre d'Hamburg amb Volksdorf, on bifurca cap a Ohlstedt d'un costat i vers els municipis d'Ahrensburg i Großhansdorf a Slesvig-Holstein.

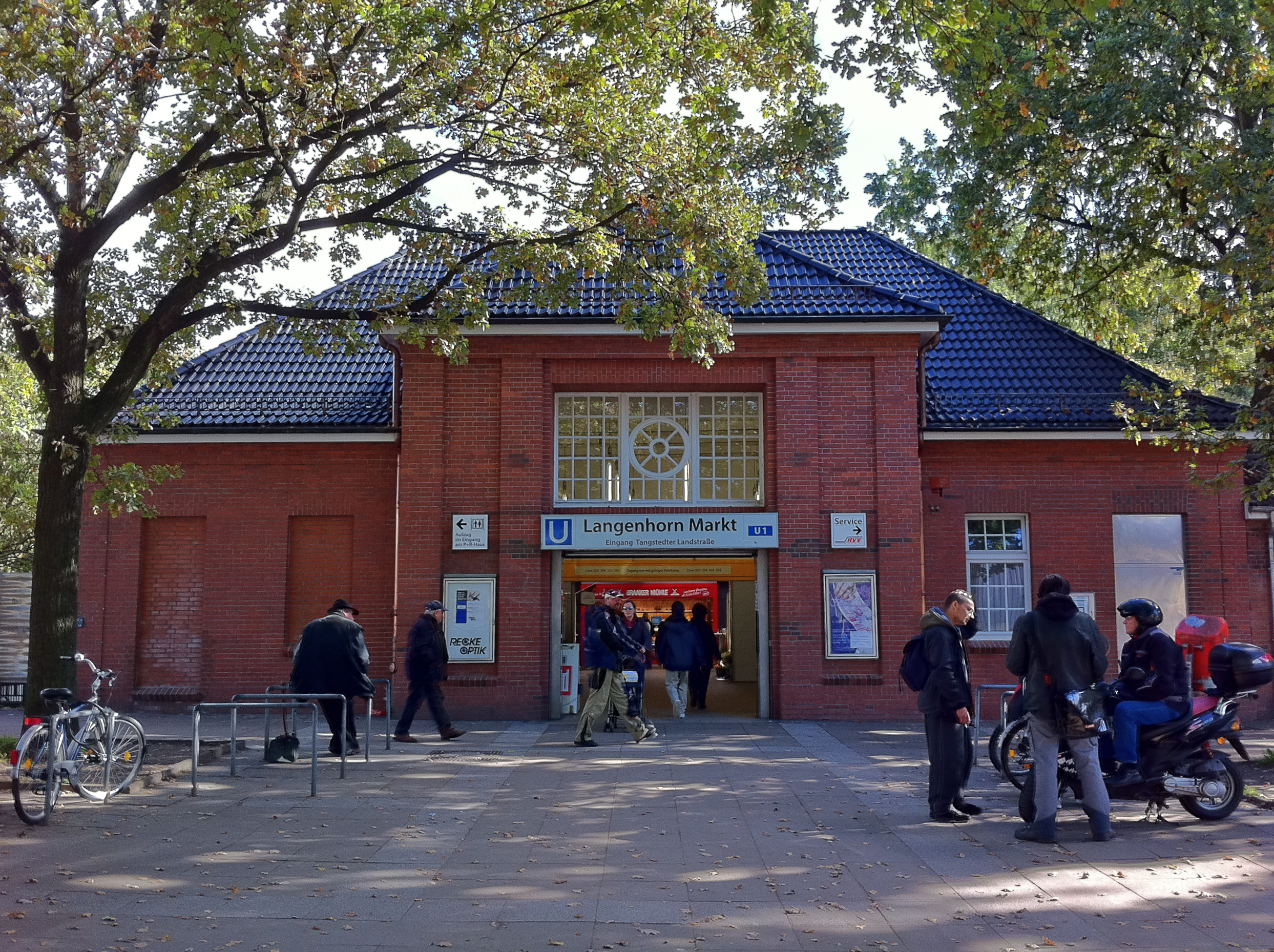
Estació de le U1 Langenhorn-Markt a Langenhorn

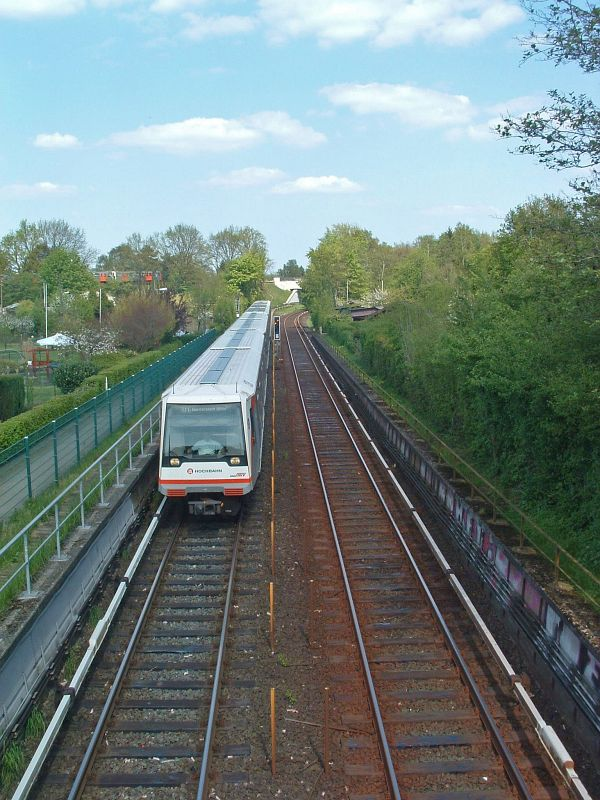
La U1 a Wandsbek

L'Hamburg Hochbahn AG o HHA explota la línia, que està integrada a la xarxa del transport públic de l'àrea metropolitana d'Hamburg coordinada pel Hamburger Verkehrsverbund (HVV), creada el 29 de novembre de 1965, per a integrar tots els tipus de transport públic de la zona i oferir una tarifa unificada.
Les obres van començar el 1906.
La U1 connecta diversos llocs d'interès: el Cementiri d'Ohlsdorf, el centre administratiu City-Nord a l'estació Sengelmannstraße, el barri de restaurants i de negocis elegants Eppendorf i el centre balneari Holthusenbad a l'estació Kellinghusenstraße, el Palau de congressos i d'exposicions Hamburg Messe und Congress i l'estació Dammtor de la Deutsche Bahn a l'estació Stephansplatz, l'Alster i el centre històric a l'estació del Jungfernstieg, on connecta amb la rodalia i les línies U2, U3 i U4 l'estació central Hamburg-Hbf (totes les línies del metro, de rodalies i de llarga distància) el Museum für Kunst und Gewerbe, l'antiga ciutat de Wandsbek, els parcs naturals del bosc Wohldorfer Wald i del Duvenstedter Brook al nord-est de la ciutat.